# HMS Challenger (1858)
HMS Challenger foi uma corveta da classe Pearl da Marinha Real Britânica lançada em 13 de fevereiro de 1858 no Estaleiro de Woolwich.
Como parte da Estação Naval da América do Norte e Índias Ocidentais, participou de operações navais durante a Segunda intervenção francesa no México, incluindo a ocupação de Veracruz, em 1862. Foi designada como o navio-almirante da Estação Australiana em 1866, realizando uma expedição punitiva em Fiji antes de deixar a estação quatro anos depois.
A Sociedade Real de Londres obteve o uso do Challenger da Marinha Real em 1872 e modificou o navio para realizar a primeira expedição global de pesquisa marinha: a expedição do Challenger (1872–1876). Ele transportava um complemento de 243 oficiais (incluindo o comandante George Nares), cientistas (com Charles Wyville Thomson como supervisor científico chefe) e marinheiros quando embarcou em sua jornada de 68,890
-milha-náutica (127,584 km).
O Ônibus Espacial Challenger dos Estados Unidos foi nomeado em homenagem ao navio. Sua carranca está em exibição no saguão do Centro Nacional de Oceanografia, Southampton.

## 1873–1876: Grande viagem
A expedição do Challenger, que partiu de Portsmouth, Inglaterra em 21 de dezembro de 1872, foi uma grande viagem ao redor do mundo cobrindo 68 000 milhas náuticas (125 936 km) organizada pela Sociedade Real em colaboração com a Universidade de Edimburgo. O cientista britânico Charles Thomson liderou uma grande equipe científica que acompanhou a tripulação.
Capitães: George Nares (1873 e 1874) e Frank Tourle Thomson (1874 a 1876)
Naturalistas: Charles Wyville Thomson (1830–1882), Henry Nottidge Moseley (1844–1891) e Rudolf von Willemoes-Suhm (1847–1875)
Oceanógrafos: John Young Buchanan (1844–1925) e John Murray (1841–1914)
Publicações: C.W. Thomson, Relatório sobre os resultados científicos da viagem do HMS Challenger durante os anos 1873–76... preparado sob a superintendência do falecido Sir C. Wyville Thomson,... e agora de John Murray,... (cinquenta volumes, Londres, 1880–1895). H.N. Moseley, Notas de um naturalista no Challenger (1879). W.J.J. Spry, O cruzeiro do Challenger (1876).
Para permitir que ele sondasse as profundezas, todos os canhões do Challenger, exceto dois, foram removidos e seus mastros reduzidos para disponibilizar mais espaço para instrumentos científicos. Laboratórios, cabines extras e uma plataforma especial de dragagem também foram instalados.
Ele foi carregado com frascos para espécimes, etanol para preservar amostras adquiridas, microscópios e outros aparelhos químicos, redes de arrasto, dragas, termômetros, garrafas para amostragem de água, sondas de profundidade e dispositivos para coletar sedimento do fundo do mar e grandes comprimentos de corda com os quais suspender o equipamento nas profundezas do oceano. No total, foi fornecido com 181 milhas (291 km) de cânhamo italiano para sondagem, arrasto e dragagem. A tripulação do Challenger foi a primeira a sondar a parte mais profunda do oceano, que posteriormente foi denominada Abismo Challenger.

## Serviço posterior e descomissionamento
O navio foi comissionado como navio de treinamento da Guarda Costeira de Sua Majestade e da Reserva Naval Real no Estaleiro de Harwich em julho de 1876. Em 1878, o Challenger passou por uma revisão pelo Construtor Chefe no Estaleiro de Chatham com o objetivo de converter o navio em um navio de treinamento para meninos da Marinha Real. Foi considerado adequado e estava planejado para substituir o HMS Eurydice, que afundou perto da Ilha de Wight em 24 de março de 1878.
O Almirantado não prosseguiu com a conversão e o navio permaneceu na reserva até 1883, quando foi convertido em um casco de recepção no Rio Medway, onde permaneceu até ser vendido para J B Garnham em 6 de janeiro de 1921 e desmontado naquele mesmo ano por seu fundo de cobre. Apenas sua carranca agora permanece, mantida no Centro Nacional de Oceanografia, Southampton.

## Referência
1. 1 2 3  Bastock, J. (1988). Ships on the Australia Station. Frenchs Forest: Child & Associates Publishing. pp. 47–48. ISBN 978-0-86777-348-4
2. ↑  «Fiji». The Sydney Mail. IX (429). 19 setembro 1868. p. 11. Consultado em 9 abril 2018 – via NLA Trove
3. ↑  Grinter, K., ed. (3 outubro 2000). «Orbiter Vehicles: Challenger (STA-099, OV-99)». Kennedy Space Center. Merritt Island: National Aeronautics and Space Administration. Consultado em 15 março 2023. Cópia arquivada em 3 fevereiro 2009
4. ↑  Rice, A. L. (1999). «The Challenger Expedition». Understanding the Oceans: Marine Science in the Wake of HMS Challenger. London: UCL Press. pp. 27–48. ISBN 978-1-85728-705-9
5. ↑  Tizard, T. H.; Moseley, H. N.; Buchanan, J. Y; Murray, J. (1965). «Narrative of the Cruise of H.M.S. Challenger – Chapter 1» (PDF). In:  Thomson, C. W.; Murray, J. Report on the Scientific Results of the Voyage of H.M.S. Challenger During the Years 1873–1876. I, first part facsimile ed. New York: Johnson Reprint Corporation. pp. 19–20
6. ↑  «Admiralty service record: Thomson, Frank Tourle». Kew: The National Archives. ADM 196/13/348
7. ↑  Bishop, T.; Tuddenham, P.; Tuddenham, P.; Payne, D.; Babb, I. «Then and Now: The HMS Challenger Expedition and the "Mountains in the Sea" Expedition». Ocean Explorer. National Oceanic and Atmospheric Administration, US Department of Commerce. Consultado em 31 janeiro 2018
8. 1 2 3 4  Aitken, F.; Foulc, J.-N. (2019). The First Explorations of the Deep Sea by H.M.S. Challenger (1872–1876). Col: From Deep Sea to Laboratory. 1. London: ISTE. Chapter 4. ISBN 978-1-78630-374-5. doi:10.1002/9781119610953
9. ↑  «Scientific Equipment on HMS Challenger». HMS Challenger Project. 2 junho 2015. Consultado em 31 janeiro 2018
10. ↑  Rice, A. L. (setembro–outubro 1972). «H.M.S. Challenger: Midwife to Oceanography». Sea Frontiers. 18 (5). Miami, Florida: International Oceanographic Foundation. pp. 295–296. ISSN 0897-2249
11. ↑  «Naval». The Cornishman (27). 16 janeiro 1879. p. 6
12. ↑  «Figurehead of the HMS Challenger». London: Royal Museums Greenwich. Consultado em 19 dezembro 2018. Cópia arquivada em 15 dezembro 2019